# PWO

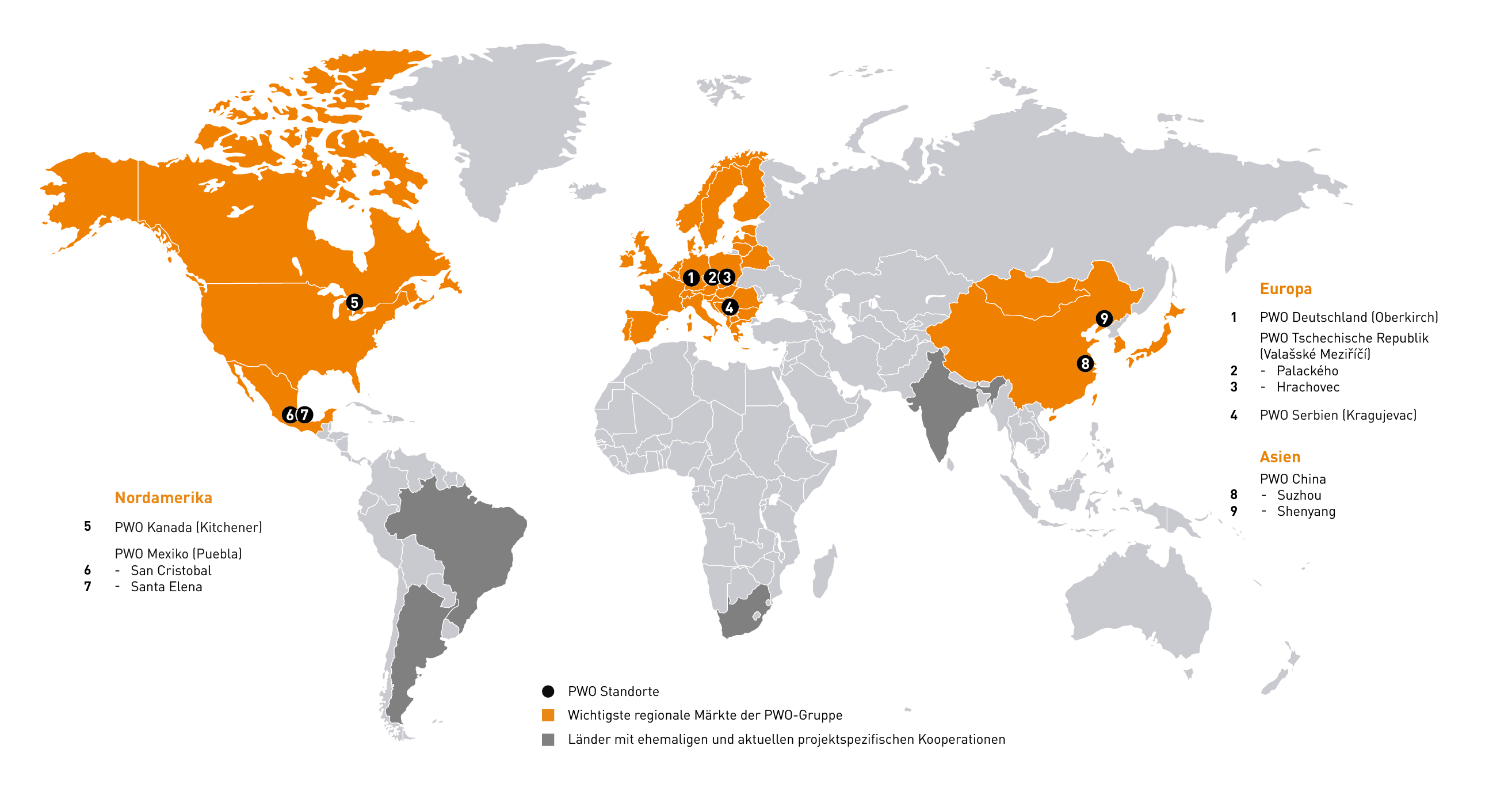
Globale Präsenz der PWO AG

Die PWO AG (Progress-Werk Oberkirch AG, kurz: PWO) ist ein Automobilzulieferer mit Sitz in Oberkirch (Baden), dessen Kernkompetenz in der Entwicklung und Fertigung von Metallkomponenten und Subsystemen in Leichtbauweise besteht.

## Geschichte
Die PWO-Produktpalette umfasst drei große Bereiche. Neben Sicherheitskomponenten für Airbag, Sitz und Lenkung entwickelt und produziert PWO mechanische Komponenten für Elektrik und Elektronik sowie Strukturkomponenten und Subsysteme für Karosserie und Fahrwerk. Hierzu gehören beispielsweise Instrumententafelträger.
Mehr als 90 Prozent des Umsatzes sind unabhängig von der Art des Fahrzeugantriebs. PWO liefert auch Komponenten an Hersteller von Elektroautos.
In Europa ist der Konzern mit Produktionsstandorten in Oberkirch, Deutschland, in Valašské Meziříčí, Tschechien, und in Kragujevac, Serbien, in Nordamerika in Kitchener, Kanada, sowie in Puebla, Mexiko, und in Asien mit Standorten in Suzhou und Shenyang, China vertreten. Das Unternehmen wurde 1919 gegründet und ist seit 1978 an der Frankfurter Wertpapierbörse notiert.
Die Progress-Werk Oberkirch AG ist Mitglied im Wirtschaftsverband Industrieller Unternehmen Baden, WviB, WRO und VDA.

## Geschäftsdaten
| Jahr | Umsatz (Mio. €) | Mitarbeiter ca. zum 31.12. |
| ---- | --------------- | -------------------------- |
| 2009 | 206             | 2046                       |
| 2010 | 246             | 2290                       |
| 2011 | 331             | 2664                       |
| 2012 | 358             | 2916                       |
| 2013 | 377             | 3103                       |
| 2014 | 381             | 3125                       |
| 2015 | 404             | 3050                       |
| 2016 | 409             | 3229                       |
| 2017 | 461             | 3404                       |
| 2018 | 476             | 3426                       |
| 2019 | 459             | 3208                       |
| 2020 | 371             | 3093                       |
| 2021 | 404             | 2957                       |
| 2022 | 531             | 2820                       |
| 2023 | 556             | 3112                       |

(Quelle: Hoppenstedt Aktienführer)